# Dronkelaarse Beek

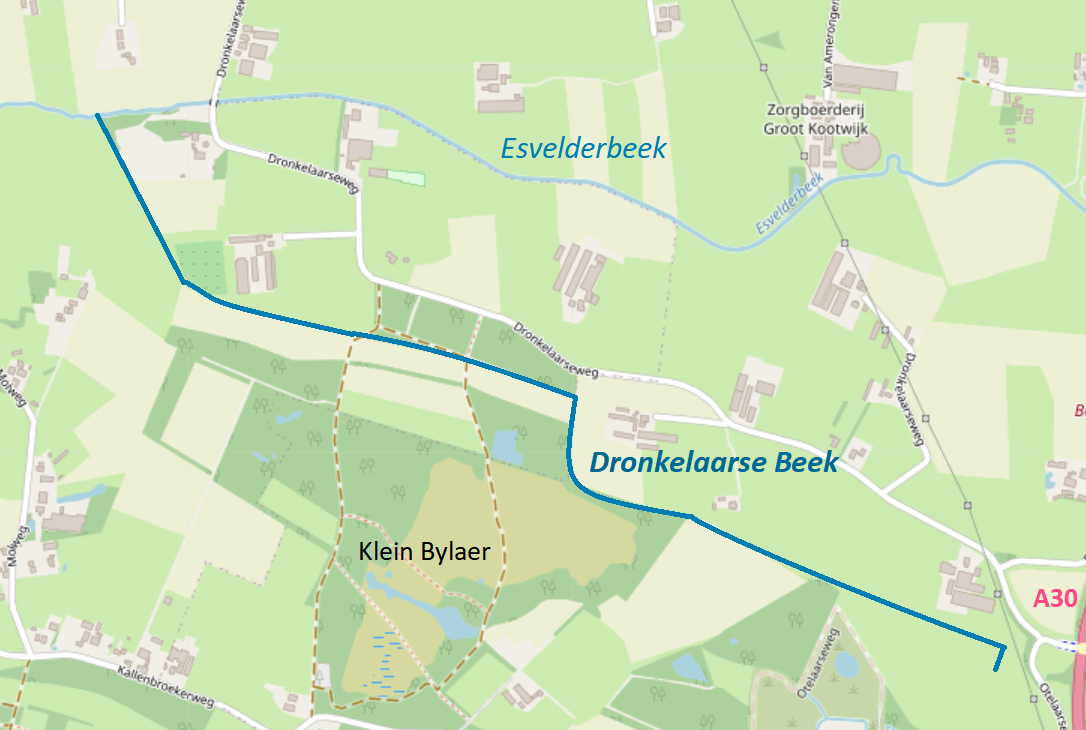
Dronkelaarse Beek

De Dronkelaarse Beek is een beek aan de westzijde van Barneveld en ten zuiden van Nijkerk. 
De Dronkelaarse Beek voedt (samen met de Garderbroekse Beek, Kleine Beek, Grote Beek en de Middelaarse Beek) de Esvelderbeek. De boerderijnaam Droncler wordt al in 1325 genoemd. De uitgang -laar verwijst op een open plek in het bos. Mogelijk werd zo'n open plek gebruikt voor het weiden van vee of waren er drenkplassen voor het vee. Dergelijke namen op -laren werden vaak gebruikt voor hellende terreinen in de buurt van beken. De Dronkelaarse Beek loopt zuidelijk van de bijna parallel lopende Dronkelaarseweg. 
De Dronkelaarse Beek is in de twintigste eeuw gekanaliseerd voor een betere waterhuishouding voor de landbouw. De beek loopt door Landgoed Klein Bylaer en voert overtollig water af naar de Esvelderbeek.